# Topoľnica
Topoľnica (bis 1948 slowakisch „Jazerný Ňáražd“; ungarisch Tósnyárasd) ist eine Gemeinde im Westen der Slowakei mit 992 Einwohnern (Stand 31. Dezember 2024), die zum Okres Galanta, einem Teil des Trnavský kraj gehört.

## Geographie
Die Gemeinde befindet sich im slowakischen Donautiefland in der weiten Waagebene am Bach Derňa. Das Ortszentrum liegt auf einer Höhe von 116 m n.m. und ist sechseinhalb Kilometer von Galanta entfernt.
Nachbargemeinden sind Kajal im Norden, Kráľová nad Váhom im Osten, Diakovce im Süden, Matúškovo im Westen und Galanta im Nordwesten.

## Geschichte
Der Ort wurde zum ersten Mal 1113 in den Zoborer Urkunden als Narias schriftlich erwähnt und erhielt seinen Namen nach den dort wachsenden Pappeln (slowakisch topoľ und ungarisch nyárfa, beide Sg.). Er gehörte zum Gutsbesitz der adeligen Familien Mérey (1533),  Balássy und Baranyai (1646). 1672 wurde die Ortschaft von den heranrückenden Türken zerstört und blieb für 18 Jahre menschenleer. Eine Schule besteht seit 1780.
Bis 1918 gehörte der im Komitat Pressburg liegende Ort zum Königreich Ungarn und kam danach zur Tschechoslowakei beziehungsweise heute Slowakei. Auf Grund des Ersten Wiener Schiedsspruches lag er 1938–45 noch einmal in Ungarn.

## Bevölkerung
| Jahr                | 1994 | 2004    | 2014    | 2024     |
| ------------------- | ---- | ------- | ------- | -------- |
| Anzahl der Personen | 792  | 832     | 816     | 992      |
| Unterschied         |      | +5,05 % | −1,92 % | +21,56 % |

| Jahr                | 2023 | 2024    |
| ------------------- | ---- | ------- |
| Anzahl der Personen | 915  | 992     |
| Unterschied         |      | +8,41 % |

Gemäß der Volkszählung 2011 wohnten in Topoľnica 807 Einwohner, davon 405 Magyaren, 392 Slowaken, vier Tschechen, jeweils ein Jude und Pole sowie ein Einwohner einer anderen Ethnie. Drei Einwohner machten keine Angabe. 490 Einwohner bekannten sich zur römisch-katholischen Kirche, 51 Einwohner zur evangelischen Kirche A. B., neun Einwohner zur reformierten Kirche, vier Einwohner zur evangelisch-methodistischen Kirche, drei Einwohner zur kongregationalistischen Kirche und zwei Einwohner zur griechisch-katholischen Kirche; sechs Einwohner bekannten sich zu einer anderen Konfession. 202 Einwohner waren konfessionslos und bei 40 Einwohnern ist die Konfession nicht ermittelt.

## Bauwerke
- römisch-katholische Stephanskirche aus der zweiten Hälfte des 18. Jahrhunderts, erbaut anstelle der alten Kirche von 1307